# Vuelta al Alentejo 2017
La 35.ª edición de la Vuelta al Alentejo fue una carrera de ciclismo en ruta que se celebró en Portugal entre el 22 y el 26 de febrero de 2017 con un recorrido de 882,8 km en cinco etapas entre las ciudades de Portalegre y Évora. 
La carrera hizo parte del UCI Europe Tour 2017 de los Circuitos Continentales UCI, dentro de la categoría 2.1.
La carrera fue ganada por el corredor español Carlos Barbero del equipo Movistar Team, en segundo lugar Rinaldo Nocentini (Sporting-Tavira) y en tercer lugar Jasper de Laat (Metec-TKH-Mantel).

## Equipos participantes
Tomaron parte en la carrera 19 equipos: 1 de categoría UCI ProTeam; 5 de categoría Profesional Continental; 13 de categoría Continental.
| WorldTeam- Movistar Team Equipos continentales profesionales (5)- Caja Rural-Seguros RGA - Israel Cycling Academy - Manzana Postobón - Gazprom-RusVelo - CCC Sprandi Polkowice Equipos continentales (13)- Sporting-Tavira - RP-Boavista - LA Alumínios-Metalusa-BlackJack - Efapel - Louletano-Hospital de Loulé - W52-FC Porto - Euskadi Basque Country-Murias - Axeon-Hagens Berman - Sparebanken Sør - Rally Cycling - An Post-ChainReaction - Metec-TKH-Mantel - Coop |
| |

## Etapas
| Etapa     | Fecha     | Recorrido                    | type                   | Distancia (km) | Ganador               | Líder             |
| --------- | --------- | ---------------------------- | ---------------------- | -------------- | --------------------- | ----------------- |
| 1.ª etapa | 22 de feb | Portalegre – Castelo de Vide | etapa de media montaña | 158            | Rinaldo Nocentini     | Rinaldo Nocentini |
| 2.ª etapa | 23 de feb | Monforte – Portel            | etapa escarpada        | 171,3          | Johim Ariesen         | Carlos Barbero    |
| 3.ª etapa | 24 de feb | Mourão – Mértola             | etapa llana            | 208,8          | Juan Sebastián Molano | Carlos Barbero    |
| 4.ª etapa | 25 de feb | Alcázar del Sal – Odemira    | etapa llana            | 175,8          | Logan Owen            | Carlos Barbero    |
| 5.ª etapa | 26 de feb | Ferreira do Alentejo – Évora | etapa escarpada        | 168,9          | Juan Sebastián Molano | Carlos Barbero    |

### Etapa 1
| \| Clasificación de la etapa \| Clasificación de la etapa \| Clasificación de la etapa \| Clasificación de la etapa \| Clasificación de la etapa \| \| Ciclista \| Ciclista \| Equipo \| Tiempo \| \| \| ------------------------- \| ------------------------- \| ------------------------------- \| ------------------------- \| ------------------------- \| \| 1.º \| Rinaldo Nocentini \| Sporting-Tavira \| 4 h 04 min 09 s \| \| \| 2.º \| Eduard Prades \| Caja Rural-Seguros RGA \| + 0 s \| \| \| 3.º \| Carlos Barbero \| Movistar Team \| + 0 s \| \| \| 4.º \| David de la Fuente \| Louletano-Hospital de Loulé \| + 0 s \| \| \| 5.º \| Jan Tratnik \| CCC Sprandi Polkowice \| + 0 s \| \| \| 6.º \| Edgar Pinto \| LA Aluminios-Metalusa-BlackJack \| + 0 s \| \| \| 7.º \| Jasper de Laat \| Metec-TKH-Mantel \| + 0 s \| \| \| 8.º \| Andrey Amador \| Movistar Team \| + 0 s \| \| \| 9.º \| Jetse Bol \| Manzana Postobón \| + 0 s \| \| \| 10.º \| Krister Hagen \| Team Coop \| + 0 s \| \| |                    |                                 |                 |
| |                    |                                 |                 |
| |                    |                                 |                 |
| Clasificación de la etapa |                    |                                 |                 |
| Ciclista | Ciclista           | Equipo                          | Tiempo          |
| 1.º | Rinaldo Nocentini  | Sporting-Tavira                 | 4 h 04 min 09 s |
| 2.º | Eduard Prades      | Caja Rural-Seguros RGA          | + 0 s           |
| 3.º | Carlos Barbero     | Movistar Team                   | + 0 s           |
| 4.º | David de la Fuente | Louletano-Hospital de Loulé     | + 0 s           |
| 5.º | Jan Tratnik        | CCC Sprandi Polkowice           | + 0 s           |
| 6.º | Edgar Pinto        | LA Aluminios-Metalusa-BlackJack | + 0 s           |
| 7.º | Jasper de Laat     | Metec-TKH-Mantel                | + 0 s           |
| 8.º | Andrey Amador      | Movistar Team                   | + 0 s           |
| 9.º | Jetse Bol          | Manzana Postobón                | + 0 s           |
| 10.º | Krister Hagen      | Team Coop                       | + 0 s           |

| \| Clasificación general \| Clasificación general \| Clasificación general \| Clasificación general \| Clasificación general \| \| Ciclista \| Ciclista \| Equipo \| Tiempo \| \| \| --------------------- \| --------------------- \| ------------------------------- \| --------------------- \| --------------------- \| \| 1.º \| Rinaldo Nocentini \| Sporting-Tavira \| 4 h 03 min 59 s \| \| \| 2.º \| Eduard Prades \| Caja Rural-Seguros RGA \| + 4 s \| \| \| 3.º \| Carlos Barbero \| Movistar Team \| + 6 s \| \| \| 4.º \| David de la Fuente \| Louletano-Hospital de Loulé \| + 10 s \| \| \| 5.º \| Jan Tratnik \| CCC Sprandi Polkowice \| + 10 s \| \| \| 6.º \| Edgar Pinto \| LA Aluminios-Metalusa-BlackJack \| + 10 s \| \| \| 7.º \| Jasper de Laat \| Metec-TKH-Mantel \| + 10 s \| \| \| 8.º \| Andrey Amador \| Movistar Team \| + 10 s \| \| \| 9.º \| Jetse Bol \| Manzana Postobón \| + 10 s \| \| \| 10.º \| Krister Hagen \| Team Coop \| + 10 s \| \| |                    |                                 |                 |
| |                    |                                 |                 |
| |                    |                                 |                 |
| Clasificación general |                    |                                 |                 |
| Ciclista | Ciclista           | Equipo                          | Tiempo          |
| 1.º | Rinaldo Nocentini  | Sporting-Tavira                 | 4 h 03 min 59 s |
| 2.º | Eduard Prades      | Caja Rural-Seguros RGA          | + 4 s           |
| 3.º | Carlos Barbero     | Movistar Team                   | + 6 s           |
| 4.º | David de la Fuente | Louletano-Hospital de Loulé     | + 10 s          |
| 5.º | Jan Tratnik        | CCC Sprandi Polkowice           | + 10 s          |
| 6.º | Edgar Pinto        | LA Aluminios-Metalusa-BlackJack | + 10 s          |
| 7.º | Jasper de Laat     | Metec-TKH-Mantel                | + 10 s          |
| 8.º | Andrey Amador      | Movistar Team                   | + 10 s          |
| 9.º | Jetse Bol          | Manzana Postobón                | + 10 s          |
| 10.º | Krister Hagen      | Team Coop                       | + 10 s          |

### Etapa 2
| \| Clasificación de la etapa \| Clasificación de la etapa \| Clasificación de la etapa \| Clasificación de la etapa \| Clasificación de la etapa \| \| Ciclista \| Ciclista \| Equipo \| Tiempo \| \| \| ------------------------- \| ------------------------- \| ----------------------------- \| ------------------------- \| ------------------------- \| \| 1.º \| Johim Ariesen \| Metec-TKH-Mantel \| 3 h 50 min 22 s \| \| \| 2.º \| Carlos Barbero \| Movistar Team \| + 0 s \| \| \| 3.º \| Colin Joyce \| Rally Cycling \| + 0 s \| \| \| 4.º \| Jan Tratnik \| CCC Sprandi Polkowice \| + 0 s \| \| \| 5.º \| Christopher Lawless \| Axeon-Hagens Berman \| + 0 s \| \| \| 6.º \| Ivo Oliveira \| Axeon-Hagens Berman \| + 0 s \| \| \| 7.º \| Roman Maikin \| Gazprom-RusVelo \| + 0 s \| \| \| 8.º \| Juan Sebastián Molano \| Manzana Postobón \| + 0 s \| \| \| 9.º \| Luís Mendonça \| Louletano-Hospital de Loulé \| + 0 s \| \| \| 10.º \| Julen Irizar \| Euskadi Basque Country-Murias \| + 0 s \| \| |                       |                               |                 |
| |                       |                               |                 |
| |                       |                               |                 |
| Clasificación de la etapa |                       |                               |                 |
| Ciclista | Ciclista              | Equipo                        | Tiempo          |
| 1.º | Johim Ariesen         | Metec-TKH-Mantel              | 3 h 50 min 22 s |
| 2.º | Carlos Barbero        | Movistar Team                 | + 0 s           |
| 3.º | Colin Joyce           | Rally Cycling                 | + 0 s           |
| 4.º | Jan Tratnik           | CCC Sprandi Polkowice         | + 0 s           |
| 5.º | Christopher Lawless   | Axeon-Hagens Berman           | + 0 s           |
| 6.º | Ivo Oliveira          | Axeon-Hagens Berman           | + 0 s           |
| 7.º | Roman Maikin          | Gazprom-RusVelo               | + 0 s           |
| 8.º | Juan Sebastián Molano | Manzana Postobón              | + 0 s           |
| 9.º | Luís Mendonça         | Louletano-Hospital de Loulé   | + 0 s           |
| 10.º | Julen Irizar          | Euskadi Basque Country-Murias | + 0 s           |

| \| Clasificación general \| Clasificación general \| Clasificación general \| Clasificación general \| Clasificación general \| \| Ciclista \| Ciclista \| Equipo \| Tiempo \| \| \| --------------------- \| --------------------- \| ------------------------------- \| --------------------- \| --------------------- \| \| 1.º \| Carlos Barbero \| Movistar Team \| 7 h 54 min 18 s \| \| \| 2.º \| Rinaldo Nocentini \| Sporting-Tavira \| + 3 s \| \| \| 3.º \| Eduard Prades \| Caja Rural-Seguros RGA \| + 7 s \| \| \| 4.º \| Krister Hagen \| Team Coop \| + 10 s \| \| \| 5.º \| Edward Dunbar \| Axeon-Hagens Berman \| + 11 s \| \| \| 6.º \| Daniel Mestre \| Efapel \| + 11 s \| \| \| 7.º \| Rafael Silva \| Efapel \| + 12 s \| \| \| 8.º \| Jan Tratnik \| CCC Sprandi Polkowice \| + 13 s \| \| \| 9.º \| Edgar Pinto \| LA Aluminios-Metalusa-BlackJack \| + 13 s \| \| \| 10.º \| David de la Fuente \| Louletano-Hospital de Loulé \| + 13 s \| \| |                    |                                 |                 |
| |                    |                                 |                 |
| |                    |                                 |                 |
| Clasificación general |                    |                                 |                 |
| Ciclista | Ciclista           | Equipo                          | Tiempo          |
| 1.º | Carlos Barbero     | Movistar Team                   | 7 h 54 min 18 s |
| 2.º | Rinaldo Nocentini  | Sporting-Tavira                 | + 3 s           |
| 3.º | Eduard Prades      | Caja Rural-Seguros RGA          | + 7 s           |
| 4.º | Krister Hagen      | Team Coop                       | + 10 s          |
| 5.º | Edward Dunbar      | Axeon-Hagens Berman             | + 11 s          |
| 6.º | Daniel Mestre      | Efapel                          | + 11 s          |
| 7.º | Rafael Silva       | Efapel                          | + 12 s          |
| 8.º | Jan Tratnik        | CCC Sprandi Polkowice           | + 13 s          |
| 9.º | Edgar Pinto        | LA Aluminios-Metalusa-BlackJack | + 13 s          |
| 10.º | David de la Fuente | Louletano-Hospital de Loulé     | + 13 s          |

### Etapa 3
| \| Clasificación de la etapa \| Clasificación de la etapa \| Clasificación de la etapa \| Clasificación de la etapa \| Clasificación de la etapa \| \| Ciclista \| Ciclista \| Equipo \| Tiempo \| \| \| ------------------------- \| ------------------------- \| --------------------------- \| ------------------------- \| ------------------------- \| \| 1.º \| Juan Sebastián Molano \| Manzana Postobón \| 4 h 29 min 16 s \| \| \| 2.º \| Christopher Lawless \| Axeon-Hagens Berman \| + 0 s \| \| \| 3.º \| Carlos Barbero \| Movistar Team \| + 2 s \| \| \| 4.º \| Johim Ariesen \| Metec-TKH-Mantel \| + 2 s \| \| \| 5.º \| Rinaldo Nocentini \| Sporting-Tavira \| + 2 s \| \| \| 6.º \| Luís Mendonça \| Louletano-Hospital de Loulé \| + 2 s \| \| \| 7.º \| Przemysław Kasperkiewicz \| An Post-ChainReaction \| + 2 s \| \| \| 8.º \| Yevgueni Shalunov \| Gazprom-RusVelo \| + 2 s \| \| \| 9.º \| Jasper de Laat \| Metec-TKH-Mantel \| + 2 s \| \| \| 10.º \| Rafael Silva \| Efapel \| + 2 s \| \| |                          |                             |                 |
| |                          |                             |                 |
| |                          |                             |                 |
| Clasificación de la etapa |                          |                             |                 |
| Ciclista | Ciclista                 | Equipo                      | Tiempo          |
| 1.º | Juan Sebastián Molano    | Manzana Postobón            | 4 h 29 min 16 s |
| 2.º | Christopher Lawless      | Axeon-Hagens Berman         | + 0 s           |
| 3.º | Carlos Barbero           | Movistar Team               | + 2 s           |
| 4.º | Johim Ariesen            | Metec-TKH-Mantel            | + 2 s           |
| 5.º | Rinaldo Nocentini        | Sporting-Tavira             | + 2 s           |
| 6.º | Luís Mendonça            | Louletano-Hospital de Loulé | + 2 s           |
| 7.º | Przemysław Kasperkiewicz | An Post-ChainReaction       | + 2 s           |
| 8.º | Yevgueni Shalunov        | Gazprom-RusVelo             | + 2 s           |
| 9.º | Jasper de Laat           | Metec-TKH-Mantel            | + 2 s           |
| 10.º | Rafael Silva             | Efapel                      | + 2 s           |

| \| Clasificación general \| Clasificación general \| Clasificación general \| Clasificación general \| Clasificación general \| \| Ciclista \| Ciclista \| Equipo \| Tiempo \| \| \| --------------------- \| --------------------- \| ------------------------------- \| --------------------- \| --------------------- \| \| 1.º \| Carlos Barbero \| Movistar Team \| 12 h 23 min 26 s \| \| \| 2.º \| Rinaldo Nocentini \| Sporting-Tavira \| + 12 s \| \| \| 3.º \| Daniel Mestre \| Efapel \| + 19 s \| \| \| 4.º \| Krister Hagen \| Team Coop \| + 20 s \| \| \| 5.º \| Jasper de Laat \| Metec-TKH-Mantel \| + 21 s \| \| \| 6.º \| Edward Dunbar \| Axeon-Hagens Berman \| + 21 s \| \| \| 7.º \| Rafael Silva \| Efapel \| + 22 s \| \| \| 8.º \| Edgar Pinto \| LA Aluminios-Metalusa-BlackJack \| + 23 s \| \| \| 9.º \| Jan Tratnik \| CCC Sprandi Polkowice \| + 23 s \| \| \| 10.º \| Garikoitz Bravo \| Euskadi Basque Country-Murias \| + 23 s \| \| |                   |                                 |                  |
| |                   |                                 |                  |
| |                   |                                 |                  |
| Clasificación general |                   |                                 |                  |
| Ciclista | Ciclista          | Equipo                          | Tiempo           |
| 1.º | Carlos Barbero    | Movistar Team                   | 12 h 23 min 26 s |
| 2.º | Rinaldo Nocentini | Sporting-Tavira                 | + 12 s           |
| 3.º | Daniel Mestre     | Efapel                          | + 19 s           |
| 4.º | Krister Hagen     | Team Coop                       | + 20 s           |
| 5.º | Jasper de Laat    | Metec-TKH-Mantel                | + 21 s           |
| 6.º | Edward Dunbar     | Axeon-Hagens Berman             | + 21 s           |
| 7.º | Rafael Silva      | Efapel                          | + 22 s           |
| 8.º | Edgar Pinto       | LA Aluminios-Metalusa-BlackJack | + 23 s           |
| 9.º | Jan Tratnik       | CCC Sprandi Polkowice           | + 23 s           |
| 10.º | Garikoitz Bravo   | Euskadi Basque Country-Murias   | + 23 s           |

### Etapa 4
| \| Clasificación de la etapa \| Clasificación de la etapa \| Clasificación de la etapa \| Clasificación de la etapa \| Clasificación de la etapa \| \| Ciclista \| Ciclista \| Equipo \| Tiempo \| \| \| ------------------------- \| ------------------------- \| ------------------------------- \| ------------------------- \| ------------------------- \| \| 1.º \| Logan Owen \| Axeon-Hagens Berman \| 3 h 58 min 53 s \| \| \| 2.º \| Carlos Barbero \| Movistar Team \| + 0 s \| \| \| 3.º \| Jasper de Laat \| Metec-TKH-Mantel \| + 0 s \| \| \| 4.º \| Edward Dunbar \| Axeon-Hagens Berman \| + 0 s \| \| \| 5.º \| Rinaldo Nocentini \| Sporting-Tavira \| + 0 s \| \| \| 6.º \| Edgar Pinto \| LA Aluminios-Metalusa-BlackJack \| + 0 s \| \| \| 7.º \| Jan Tratnik \| CCC Sprandi Polkowice \| + 0 s \| \| \| 8.º \| Yevgueni Shalunov \| Gazprom-RusVelo \| + 0 s \| \| \| 9.º \| Adrien Costa \| Axeon-Hagens Berman \| + 0 s \| \| \| 10.º \| Garikoitz Bravo \| Euskadi Basque Country-Murias \| + 0 s \| \| |                   |                                 |                 |
| |                   |                                 |                 |
| |                   |                                 |                 |
| Clasificación de la etapa |                   |                                 |                 |
| Ciclista | Ciclista          | Equipo                          | Tiempo          |
| 1.º | Logan Owen        | Axeon-Hagens Berman             | 3 h 58 min 53 s |
| 2.º | Carlos Barbero    | Movistar Team                   | + 0 s           |
| 3.º | Jasper de Laat    | Metec-TKH-Mantel                | + 0 s           |
| 4.º | Edward Dunbar     | Axeon-Hagens Berman             | + 0 s           |
| 5.º | Rinaldo Nocentini | Sporting-Tavira                 | + 0 s           |
| 6.º | Edgar Pinto       | LA Aluminios-Metalusa-BlackJack | + 0 s           |
| 7.º | Jan Tratnik       | CCC Sprandi Polkowice           | + 0 s           |
| 8.º | Yevgueni Shalunov | Gazprom-RusVelo                 | + 0 s           |
| 9.º | Adrien Costa      | Axeon-Hagens Berman             | + 0 s           |
| 10.º | Garikoitz Bravo   | Euskadi Basque Country-Murias   | + 0 s           |

| \| Clasificación general \| Clasificación general \| Clasificación general \| Clasificación general \| Clasificación general \| \| Ciclista \| Ciclista \| Equipo \| Tiempo \| \| \| --------------------- \| --------------------- \| ------------------------------- \| --------------------- \| --------------------- \| \| 1.º \| Carlos Barbero \| Movistar Team \| 16 h 22 min 13 s \| \| \| 2.º \| Rinaldo Nocentini \| Sporting-Tavira \| + 17 s \| \| \| 3.º \| Jasper de Laat \| Metec-TKH-Mantel \| + 23 s \| \| \| 4.º \| Krister Hagen \| Team Coop \| + 26 s \| \| \| 5.º \| Edward Dunbar \| Axeon-Hagens Berman \| + 27 s \| \| \| 6.º \| Edgar Pinto \| LA Aluminios-Metalusa-BlackJack \| + 29 s \| \| \| 7.º \| Jan Tratnik \| CCC Sprandi Polkowice \| + 29 s \| \| \| 8.º \| Garikoitz Bravo \| Euskadi Basque Country-Murias \| + 29 s \| \| \| 9.º \| Logan Owen \| Axeon-Hagens Berman \| + 29 s \| \| \| 10.º \| Jhonatan Narváez \| Axeon-Hagens Berman \| + 29 s \| \| |                   |                                 |                  |
| |                   |                                 |                  |
| |                   |                                 |                  |
| Clasificación general |                   |                                 |                  |
| Ciclista | Ciclista          | Equipo                          | Tiempo           |
| 1.º | Carlos Barbero    | Movistar Team                   | 16 h 22 min 13 s |
| 2.º | Rinaldo Nocentini | Sporting-Tavira                 | + 17 s           |
| 3.º | Jasper de Laat    | Metec-TKH-Mantel                | + 23 s           |
| 4.º | Krister Hagen     | Team Coop                       | + 26 s           |
| 5.º | Edward Dunbar     | Axeon-Hagens Berman             | + 27 s           |
| 6.º | Edgar Pinto       | LA Aluminios-Metalusa-BlackJack | + 29 s           |
| 7.º | Jan Tratnik       | CCC Sprandi Polkowice           | + 29 s           |
| 8.º | Garikoitz Bravo   | Euskadi Basque Country-Murias   | + 29 s           |
| 9.º | Logan Owen        | Axeon-Hagens Berman             | + 29 s           |
| 10.º | Jhonatan Narváez  | Axeon-Hagens Berman             | + 29 s           |

### Etapa 5
| \| Clasificación de la etapa \| Clasificación de la etapa \| Clasificación de la etapa \| Clasificación de la etapa \| Clasificación de la etapa \| \| Ciclista \| Ciclista \| Equipo \| Tiempo \| \| \| ------------------------- \| ------------------------- \| ------------------------- \| ------------------------- \| ------------------------- \| \| 1.º \| Juan Sebastián Molano \| Manzana Postobón \| 4 h 05 min 50 s \| \| \| 2.º \| Christopher Lawless \| Axeon-Hagens Berman \| + 0 s \| \| \| 3.º \| Dylan Page \| Caja Rural-Seguros RGA \| + 0 s \| \| \| 4.º \| Jhonatan Narváez \| Axeon-Hagens Berman \| + 3 s \| \| \| 5.º \| Carlos Barbero \| Movistar Team \| + 3 s \| \| \| 6.º \| Rinaldo Nocentini \| Sporting-Tavira \| + 3 s \| \| \| 7.º \| Samuel Caldeira \| W52-FC Porto \| + 3 s \| \| \| 8.º \| Jan Tratnik \| CCC Sprandi Polkowice \| + 3 s \| \| \| 9.º \| Krister Hagen \| Team Coop \| + 3 s \| \| \| 10.º \| Yevgueni Shalunov \| Gazprom-RusVelo \| + 3 s \| \| |                       |                        |                 |
| |                       |                        |                 |
| |                       |                        |                 |
| Clasificación de la etapa |                       |                        |                 |
| Ciclista | Ciclista              | Equipo                 | Tiempo          |
| 1.º | Juan Sebastián Molano | Manzana Postobón       | 4 h 05 min 50 s |
| 2.º | Christopher Lawless   | Axeon-Hagens Berman    | + 0 s           |
| 3.º | Dylan Page            | Caja Rural-Seguros RGA | + 0 s           |
| 4.º | Jhonatan Narváez      | Axeon-Hagens Berman    | + 3 s           |
| 5.º | Carlos Barbero        | Movistar Team          | + 3 s           |
| 6.º | Rinaldo Nocentini     | Sporting-Tavira        | + 3 s           |
| 7.º | Samuel Caldeira       | W52-FC Porto           | + 3 s           |
| 8.º | Jan Tratnik           | CCC Sprandi Polkowice  | + 3 s           |
| 9.º | Krister Hagen         | Team Coop              | + 3 s           |
| 10.º | Yevgueni Shalunov     | Gazprom-RusVelo        | + 3 s           |

## Clasificaciones finales
- Las clasificaciones finalizaron de la siguiente forma:[4]

### Clasificación general
| \| Clasificación general \| Clasificación general \| Clasificación general \| Clasificación general \| Clasificación general \| \| Ciclista \| Ciclista \| Equipo \| Tiempo \| \| \| --------------------- \| --------------------- \| ------------------------------- \| --------------------- \| --------------------- \| \| 1.º \| Carlos Barbero \| Movistar Team \| 20 h 28 min 04 s \| \| \| 2.º \| Rinaldo Nocentini \| Sporting-Tavira \| + 16 s \| \| \| 3.º \| Jasper de Laat \| Metec-TKH-Mantel \| + 25 s \| \| \| 4.º \| Krister Hagen \| Team Coop \| + 28 s \| \| \| 5.º \| Edward Dunbar \| Axeon-Hagens Berman \| + 29 s \| \| \| 6.º \| Logan Owen \| Axeon-Hagens Berman \| + 30 s \| \| \| 7.º \| Edgar Pinto \| LA Aluminios-Metalusa-BlackJack \| + 31 s \| \| \| 8.º \| Jan Tratnik \| CCC Sprandi Polkowice \| + 31 s \| \| \| 9.º \| Garikoitz Bravo \| Euskadi Basque Country-Murias \| + 31 s \| \| \| 10.º \| Jhonatan Narváez \| Axeon-Hagens Berman \| + 31 s \| \| |                   |                                 |                  |
| |                   |                                 |                  |
| Fuente: ProCyclingStats |                   |                                 |                  |
| Clasificación general |                   |                                 |                  |
| Ciclista | Ciclista          | Equipo                          | Tiempo           |
| 1.º | Carlos Barbero    | Movistar Team                   | 20 h 28 min 04 s |
| 2.º | Rinaldo Nocentini | Sporting-Tavira                 | + 16 s           |
| 3.º | Jasper de Laat    | Metec-TKH-Mantel                | + 25 s           |
| 4.º | Krister Hagen     | Team Coop                       | + 28 s           |
| 5.º | Edward Dunbar     | Axeon-Hagens Berman             | + 29 s           |
| 6.º | Logan Owen        | Axeon-Hagens Berman             | + 30 s           |
| 7.º | Edgar Pinto       | LA Aluminios-Metalusa-BlackJack | + 31 s           |
| 8.º | Jan Tratnik       | CCC Sprandi Polkowice           | + 31 s           |
| 9.º | Garikoitz Bravo   | Euskadi Basque Country-Murias   | + 31 s           |
| 10.º | Jhonatan Narváez  | Axeon-Hagens Berman             | + 31 s           |

## Evolución de las clasificaciones
| Etapa (Vencedor)                 | Clasificación general | Clasificación por puntos | Clasificación de la montaña | Clasificación de los jóvenes | Clasificación por equipos |
| -------------------------------- | --------------------- | ------------------------ | --------------------------- | ---------------------------- | ------------------------- |
| 1ª etapa (Rinaldo Nocentini)     | Rinaldo Nocentini     | Rinaldo Nocentini        | Aldemar Reyes Ortega        | Jasper de Laat               | Manzana Postobón          |
| 2ª etapa (Johim Ariesen)         | Carlos Barbero        | Carlos Barbero           | Aldemar Reyes Ortega        | Edward Dunbar                | Axeon Hagens Berman       |
| 3ª etapa (Juan Sebastián Molano) | Carlos Barbero        | Carlos Barbero           | Aldemar Reyes Ortega        | Jasper de Laat               | Manzana Postobón          |
| 4ª etapa (Logan Owen)            | Carlos Barbero        | Carlos Barbero           | Aldemar Reyes Ortega        | Jasper de Laat               | Axeon Hagens Berman       |
| 5ª etapa (Juan Sebastián Molano) | Carlos Barbero        | Carlos Barbero           | Aldemar Reyes Ortega        | Jasper de Laat               | Axeon Hagens Berman       |
| Final                            | Carlos Barbero        | Carlos Barbero           | Aldemar Reyes Ortega        | Jasper de Laat               | Axeon Hagens Berman       |

## UCI World Ranking
La Vuelta al Alentejo otorga puntos para el UCI Europe Tour 2017 y el UCI World Ranking, este último para corredores de los equipos en las categorías UCI ProTeam, Profesional Continental y Equipos Continentales. Las siguientes tablas son el baremo de puntuación y los corredores que obtuvieron puntos:
| Posición              | 1.ª | 2.ª | 3.ª | 4.ª | 5.ª | 6.ª | 7.ª | 8.ª | 9.ª | 10.ª |
| Clasificación general | 125 | 85  | 70  | 60  | 50  | 40  | 35  | 30  | 25  | 20   |
| Por etapa             | 14  | 5   | 3   |     |     |     |     |     |     |      |
| Líder                 | 3   |     |     |     |     |     |     |     |     |      |

| Clasificación | Clasificación         | Clasificación         | Clasificación | Clasificación | Clasificación | Clasificación |
| Posición      | Ciclista              | Equipo                | General       | Etapa         | Líder         | Total         |
| ------------- | --------------------- | --------------------- | ------------- | ------------- | ------------- | ------------- |
| 1.º           | Carlos Barbero        | Movistar Team         | 125           | 16            | 9             | 150           |
| 2.º           | Rinaldo Nocentini     | Sporting-Tavira       | 85            | 14            | 3             | 102           |
| 3.º           | Jasper de Laat        | Metec-TKH-Mantel      | 70            | 3             | -             | 73            |
| 4.º           | Krister Hagen         | Team Coop             | 60            | -             | -             | 60            |
| 5.º           | Logan Owen            | Axeon Hagens Berman   | 40            | 14            | -             | 54            |
| 6.º           | Edward Dunbar         | Axeon Hagens Berman   | 50            | -             | -             | 50            |
| 7.º           | Edgar Pinto           | LA Aluminios          | 35            | -             | -             | 35            |
| 8.º           | Jan Tratnik           | CCC Sprandi Polkowice | 30            | -             | -             | 30            |
| 9.º           | Juan Sebastián Molano | Manzana Postobón      | -             | 28            | -             | 28            |
| 10.º          | Garikoitz Bravo       | Euskadi-Murias        | 25            | -             | -             | 25            |